# Ett fall för Frost
Ett fall för Frost (engelska: A Touch of Frost) är en brittisk TV-serie från 1992-2010, med detektiven Jack Frost, spelad av David Jason. Serien bygger på böckerna skrivna och rollfigurerna skapade av den brittiske författaren R.D. Wingfield.

## Handling
Kriminalkommissarie Jack Frost (namnet är en personifikation av vintern på engelska, liksom Kung Bore på svenska) är en krånglig polis; han är ovårdad, han kan vara otrevlig, och han gillar humor. Inget av det roar hans chef, P.Supt. (Police Superintendant) Mullett (det engelska namnet på "multe" och Frost har en multe monterad som "fisketrofé på väggen på sitt kontor) spelad av Bruce Alexander, som ibland gärna skulle vilja sparka Frost, om det inte vore för Frosts medalj han erhållit ur drottningens hand. 
Frost borde med hänsyn till sin erfarenhet och skicklighet för länge sedan vara befordrad till åtminstone D.C.I (Detective Chief Inspector), som de flesta andra brittiska deckarfigurer är (till exempel Lynley, Barnaby i Morden i Midsomer, Morse och Gently), men han föredrar sin lägre rank som D.I. (Detective Inspector) till stor del för att han uppenbarligen inte klarar av pappersarbete. 
I de första avsnitten förekommer en D.C.I som Frosts närmaste chef, men rollfiguren utgår till förmån för det ofta lustiga spelet mellan just Frost och Mullet. Till sin hjälp har han ett flertal varierande kriminalassistenter, där mustaschprydde D.S. George Toolan (John Lyons) är den oftast förekommande.

## Om serien
Det finns sammanlagt 40 avsnitt av den mycket populära TV-serien, som började sändas i Storbritannien 1992, samtliga av långfilmslängd. De första avsnitten bygger på böckerna, men eftersom böckerna är så täta koncentrerar sig avsnitten på en eller två av intrigerna. Serien har sänts i Sveriges Television i flera omgångar, senast 2006. Ett sista dubbelavsnitt (If Dogs Run Free) spelades in under 2009 och sändes 2010.

## Rollista

### Huvudroller
- David Jason - DI Jack Frost (egentligen William Frost)
- Bruce Alexander - Superintendent (motsvarande poliskommissarie) Norman Mullett
- John Lyons - DS George Toolan
- Arthur White - PC Ernie Trigg

### Återkommande roller
Även om Frost, till skillnad från många andra TV-detektiver, inte har en permanent medhjälpare i varje avsnitt så finns det ett antal karaktärer som återkommer regelbundet, åtminstone under vissa perioder. Förutom den tidigare nämnda intendent Mullet så förekommer också:
- George Toolan (spelad av John Lyons), är det närmaste Frost har kommit en fast partner. Toolan är med i så gott som alla avsnitt, men spelar ibland en mer undanskymd roll. Han är en grad lägre än Frost och framställs som betydligt lugnare och mer försiktig. I vissa avsnitt har Toolan en stor roll, men karaktären har däremot inte alls samma framträdande plats i romanerna, där han har en liten roll (med namnet George Martin) i den första boken och inte förekommer i någon av uppföljarna.
- Hazel Wallace (spelad av Caroline Harker) är en ung, uniformerad polisassistent i de tidiga säsongerna. Hon har en framträdande roll i flera avsnitt, främst "Stranger in the House" och "Conclusions". Efter säsong tre är hon inte längre med i varje avsnitt, men gör några gästframträdanden längre fram, nu som kriminalare. Hon är däremot liksom George Toolan inte en regelbunden karaktär i böckerna utan förekommer bara i den första (under namnet Hazel Pace).
- Ernie Trigg (spelad av Arthur White) är polisstationens arkivist. Hans interaktioner med Frost används ofta som en del i programmets mer humoristiska delar, men han framställs samtidigt som väldigt noggrann och plikttrogen när det gäller ordningen i arkiven. Karaktären dyker först upp i början av säsong 2, och blir längre fram efter ett antal mer sporradiska framträdanden en av de mest regelbundet återkommande rollerna. Skådespelaren är bror till David Jason (som spelar Frost).
- Don Brady (spelad av James McKenna) är ett uniformerat befäl som först dyker upp i säsong 4. Efter att Sgt Wells slutar att framträda i serien från och med säsong 5 så är det Brady som har hand om polisstationens receptionen. Brady är mer humorös än Wells och hans konversationer med Frost bidrar ibland till humorn.
- Billy Wells (spelad av Paul Moriarty) är ett uniformerat befäl som har hand om polisstationens reception. Han har vid ett flertal tillfällen försökt bli befordrad till inspektör, men blivit nekad. Han framstår därför ofta som gravallvarlig och resignerad. Han ersätts av Brady från säsong 5 och framåt.
- Shirley Fisher (spelad av Lindy Whiteford) är en sjuksköterska som har hand om Frosts döende fru i det första avsnittet. Hon återkommer senare i säsong två då Frost bjuder ut henne. Hon inleder så småningom ett tillfälligt förhållande med Frost.
- Clive Barnard (spelat av Matt Bardock) är en ung kriminalassistent som är Frosts medhjälpare i det första avsnittet. Eftersom han är polismästarens brorson får han utstå gliringar från andra poliser då han antas ha nått sin position genom sin farbror. Frost ser bortom detta och blir Barnards mentor. Karaktären återkommer tillfälligt längre fram och blir befordrad en grad. I sitt sista framträdande i säsong 5 blir han skjuten i tjänsten och avlider.
- Jim Allen (spelad av Neil Philips) är Frosts kommissarie och närmaste överordnade i de två första säsongerna. I böckerna är han däremot bara en inspektör. Allen får ofta försöka släta över Frosts nycker inför Mullet. Karaktären har främst en administrativ roll, och medverkar oftast inte direkt i utredningarna. Han ersätts av andra karaktärer i säsongerna 3-5.
- Sandy Longford (spelad av Bill Stewart) är en journalist som gör framträdanden lite då och då genom serien. Ibland är han till hjälp för Frost genom att sitta inne på information, men lika ofta är han ett problem genom att försöka ta reda på information som polisen vill hålla borta från pressen.
- Jim Peters (spelad av Nigel Harris) är kommissarie i säsong 4-5, och framställs att vara på god fot med Frost. Han spelar en ganska liten roll och är borta från säsong 6 och framåt.

## Avsnitt
| Avsnitt   | Titel                        | Sändes första gången (UK) | Frosts huvudsakliga medhjälpare                          | Anmärkningar |  |
| Säsong 1  | Säsong 1                     | Säsong 1                  | Säsong 1                                                 | Säsong 1 |  |
| --------- | ---------------------------- | ------------------------- | -------------------------------------------------------- | --- |  |
| 1         | Care and Protection          | 1992-12-06                | DC Clive Barnard                                         | Frosts hustru dör. Handlingen hämtad från böckerna.                                                                           |  |
| 2         | Not with Kindness            | 1992-12-13                | DS Gilmore (Tony Haygarth)                               | Handlingen hämtad från böckerna.                                                                                              |  |
| 3         | Conclusions                  | 1992-12-20                | DC Webster (George Anton)                                | Handlingen hämtad från böckerna.                                                                                              |  |
| Säsong 2  |                              |                           |                                                          | |  |
| 4         | A Minority of One            | 1994-01-09                | DC Carl Tanner (Lennie James)                            | |  |
| 5         | Widows and Orphans           | 1994-01-16                | DS Maureen Lawson (Sally Dexter)                         | Frost inleder ett förhållande med Shirley Fisher.Handlingen hämtad från böckerna.                                             |  |
| 6         | Nothing to Hide              | 1994-01-23                | DC Costello (Neil Dudgeon)                               | Handlingen hämtad från böckerna.                                                                                              |  |
| 7         | Stranger in the House        | 1994-01-30                | WPC Hazel Wallace                                        | Handlingen hämtad från böckerna.                                                                                              |  |
| Säsong 3  |                              |                           |                                                          | |  |
| 8         | Appropriate Adults           | 1995-01-08                | DS George Toolan                                         | |  |
| 9         | Quarry                       | 1995-01-15                | DC Clive Barnard                                         | |  |
| 10        | Dead Male One                | 1995-01-22                | DS George Toolan                                         | Frost flyttar in hos Shirley                                                                                                  |  |
| 11        | No Refuge                    | 1995-01-29                | DS Maureen Lawson                                        | |  |
| Säsong 4  |                              |                           |                                                          | |  |
| 12        | Paying the Price             | 1996-01-07                | DS George Toolan                                         | Frosts hus brinner ner |  |
| 13        | Unknown Soldiers             | 1996-01-14                | DS George Toolan                                         | |  |
| 14        | The Things We Do For Love    | 1996-01-21                | DS Frank Nash (Neil Stuke)                               | |  |
| 15        | Fun Times for Swingers       | 1996-01-28                | DS Rab Prentice (Russell Hunter)                         | |  |
| 16        | Deep Waters                  | 1996-02-04                | DS Clive Barnard                                         | |  |
| Säsong 5  |                              |                           |                                                          | |  |
| 17        | Penny for the Guy            | 1997-02-09                | DS Liz Maud (Susannah Doyle)                             | Daniel Casey gästspelar, senare känd som Detective Sergeant Gavin Troy i Morden i Midsomer. Handlingen hämtad från böckerna.  |  |
| 18        | House Calls                  | 1997-02-16                | DS George Toolan & DS Liz Maud                           | Handlingen hämtad från böckerna.                                                                                              |  |
| 19        | True Confessions             | 1997-02-23                | DS George Toolan                                         | |  |
| 20        | No Other Love                | 1997-03-02                | DS Clive Barnard                                         | Barnards sista framträdande                                                                                                   |  |
| Säsong 6  |                              |                           |                                                          | |  |
| 21        | Appendix Man                 | 1999-03-07                | DS Hazel Wallace                                         | Handlingen hämtad från böckerna.                                                                                              |  |
| 22        | One Man's Meat               | 1999-03-14                | DS George Toolan & Kaiser                                | |  |
| 23        | Private Lives                | 1999-03-21                | DS Sharpe (Philip Jackson)                               | Handlingen hämtad från böckerna.                                                                                              |  |
| 24        | Keys To The Car              | 1999-03-28                | DS Bill Dorridge (Paul Jesson)                           | |  |
| Säsong 7  |                              |                           |                                                          | |  |
| 25        | Line of Fire (del 1)         | 1999-12-25                | DS Bill Dorridge & PC Susan Kavanagh (Georgia MacKenzie) | |  |
| 26        | Line of Fire (del 2)         | 2000-01-01                | DS Bill Dorridge & PC Susan Kavanagh                     | |  |
| Säsong 8  |                              |                           |                                                          | |  |
| 27        | Benefit of the Doubt (del 1) | 2001-01-14                | DS Terry Reid (Robert Glenister)                         | |  |
| 28        | Benefit of the Doubt (del 2) | 2001-01-15                | DS Terry Reid                                            | |  |
| Säsong 9  |                              |                           |                                                          | |  |
| 29        | Mistaken Identity (del 1)    | 2002-01-27                | DC Ronnie Lonnegan (Michelle Joseph)                     | Pam Hartleys (Susan Penhaligon) första medverkan                                                                              |  |
| 30        | Mistaken Identity (del 2)    | 2002-01-28                | DC Ronnie Lonnegan                                       | Guest starring Kate Maberly                                                                                                   |  |
| Säsong 10 |                              |                           |                                                          | |  |
| 31        | Hidden Truth                 | 2003-01-19                | DS Terry Reid                                            | Frost tappar bort sin vinstlott                                                                                               |  |
| 32        | Close Encounters             | 2003-03-03                | DS Toolan och DS Wallace                                 | |  |
| 33        | Held In Trust                | 2003-09-14                | DS Terry Reid                                            | Frost blir befordrad, sedan suspenderad i slutet av avsnittet                                                                 |  |
| Säsong 11 |                              |                           |                                                          | |  |
| 34        | Another Life                 | 2003-10-26                | DS Maureen Lawson                                        | Frost får återinträda i tjänst som kommissarie                                                                                |  |
| 35        | Dancing in the Dark          | 2004-02-22                | DC Jasper Tranter                                        | |  |
| Säsong 12 |                              |                           |                                                          | |  |
| 36        | Near Death Experience        | 2005-09-25                | DS Sharpe                                                | |  |
| Säsong 13 |                              |                           |                                                          | |  |
| 37        | Endangered Species           | 2006-11-05                | DC Robert Presley (Blake Ritson)                         | |  |
| Säsong 14 |                              |                           |                                                          | |  |
| 38        | Mind Games                   | 2008-10-12                | DS George Toolan                                         | Gästskådespelare Keith Barron                                                                                                 |  |
| 39        | Dead End                     | 2008-10-19                | DS George Toolan                                         | Gästskådespelare Cherie Lunghi                                                                                                |  |
| 40        | In The Public Interest       | 2008-10-26                | DS George Toolan                                         | Gästskådespelare Mel Martin, Tam Williams, Julia St. John, Paul Shane och Adrian Lukis. Sändes i holländsk TV redan maj 2008. |  |
| Säsong 15 |                              |                           |                                                          | |  |
| 41        | If Dogs Run Free (del 1)     | 2010-04-04                | DS George Toolan                                         | Gästskådespelare Phyllis Logan                                                                                                |  |
| 42        | If Dogs Run Free (del 2)     | 2010-04-05                | DS George Toolan                                         | Gästskådespelare Phyllis Logan                                                                                                |  |

## Böckerna
Wingfield skrev sex böcker om Jack Frost:
- Frostvarning (Frost at Christmas)
- Ett fall för Frost (A Touch of Frost)
- Night Frost
- Hard Frost
- Winter Frost
- A Killing Frost